# Please Don't Tease
"Please Don't Tease" is een nummer van Cliff Richard & the Shadows.
Het nummer is geschreven door Bruce Welch, de ritmegitarist van de Shadows, samen met Pete Chester. Het is uitgebracht op het label Columbia Records, had Norrie Paramor als producent en "Where Is My Heart?" als B-kant.
Het nummer is opgenomen in maart 1960 en uitgebracht als single in juni van dat jaar. Het werd de derde nummer 1-hit in de UK Singles Chart van Cliff Richard. Ook in India, Ierland, Nieuw-Zeeland en Noorwegen werd het een nummer-1 hit. In Nederland bereikte het de achtste plaats.
Om te beslissen of dit nummer als single zou worden uitgebracht, wendde de platenmaatschappij zich tot een panel van tieners om naar een selectie van zijn nog niet uitgebrachte nummers te luisteren. Het panel verkoos "Please Don't Tease", wat als single werd uitgebracht. Ook de nummer 2 in de stemming, "Nine Times Out of Ten", werd later uitgebracht.
"Please Don't Tease" stond op de EP Cliff's Silver Discs uit december 1960. De eerste langspeelplaat waar dit nummer op stond was de compilatie Cliff's Hit Album uit juli 1963.

## NPO Radio 2 Top 2000
| Nummer met noteringen in de NPO Radio 2 Top 2000 | '99 | '00 | '01  | '02  | '03  | '04  | '05  | '06 | '07  | '08  |
| ------------------------------------------------ | --- | --- | ---- | ---- | ---- | ---- | ---- | --- | ---- | ---- |
| Please Don't Tease                               | 668 | -   | 1248 | 1973 | 1579 | 1751 | 1879 | -   | 1760 | 1927 |

1. ↑  Een '-' betekent dat het nummer niet was genoteerd en een vetgedrukt getal geeft de hoogste notering aan.
2. ↑  Deze tabel is bijgewerkt tot en met de laatste editie (2024).